# Aleksandar Simić
Aleksandar Simić (Beograd, 3. октобар 1965) srpski je hirurg, doktor medicinskih nauka, redovni profesor na Katedri za hirurgiju sa anesteziologijom Medicinskog fakulteta Univerziteta u Beogradu i član Akademije medicinskih nauka Srpskog lekarskog društva.

## Biografija
Dr Simić je osnovnu školu "Radoje Domanović" u Beogradu i X beogradsku gimnaziju završio sa odličnim upehom. Njegov otac Petar V. Simić (1927-2004)  bio je specijalista ortopedske hirurgije, redovni profesor na Medicinskom fakultetu Univerziteta u Beogradu, osnivač i načelnik Neuro-ortopedskog odeljenja, direktor Klinike za ortopedsku hirurgiju i traumatologiju Univerzitetskog kliničkog centra i redovni član Akademije medicinskih nauka Srpskog lekarskog društva. Prvi je u zemlji izveo više operativnih zahvata na kičmenom stubu i autor
je kapitalnog dela „Bolesti kičme“. Simićev deda, Vučić I. Simić (1890-1961) je bio zemljoposednik, predsednik opštine, učesnik Balkanskih i Velikog rata u sastavu Drinske divizije, i nosilac mnogobrojnih odlikovanja od kojih su najznačajnija Albanska spomenica, Medalja za hrabrost Miloš Obilić i Medalja za vojničke vrline.
Dr Simić je Medicinski fakultet Univerziteta u Beogradu  upisao 1984. godine, a diplomirao u roku 1990. godine sa prosečnom ocenom 9.36. Tokom 1992. godine zaposlio se na Prvoj hirurškoj klinici Kliničkog centra Srbije u Beogradu kada je započeo specijalizaciju iz opšte hirurgije. Specijalistički ispit je sa odličnim uspehom položio 1996. godine pred komisijom kojom je predsedavao akademik Zoran B. Gerzić. Magistarski rad pod nazivom “Značaj duodenogastričnog refluksa kod bolesnika sa erozivnim ezofagitisom” je 1998. godine odbranio na Medicinskom fakultetu Univerziteta u Beogradu. Doktorirao je sa uspehom 2007. godine na Medicinskom fakultetu Univerziteta u Beogradu odbranivši disertaciju pod nazivom „Procena efikasnosti antirefluksnih hirurških procedura kod bolesnika sa poremećajem donjeg ezofagealnog sfinktera”, a mentor mu je bio akademik Predrag Peško.
Zaposlen je na Klinici za digestivnu hirurgiju – Prva hirurška, Univerzitetskog kliničkog centra Srbije (UKCS) i na Medicinskom fakultetu Univerziteta u Beogradu (MFUB). Od 2010. je na funkciji načelnika odeljenja, a od 2015. zamenika direktora Klinike za digestivnu hirurgiju - Prva hirurška, UKCS. Univerzitetsku karijeru započeo je na Katedri hirurgije MFUB u zvanju asistenta 1998. godine. Za docenta na istoj Katedri je imenovan 2009. a za vanrednog profesora 2014. godine. U zvanje redovnog profesora je izabran 2020. Od 2021. godine je na funkciji šefa Katedre hirurgije sa anesteziologijom Medicinskog fakulteta Univerziteta u Beogradu. Tokom 2023. godine je izabran za vanrednog člana Akademije medicinskih nauka Srpskog lekarskog društva.
Usavršavao se iz oblasti hirurgije gornjeg digestivnog sistema na Odeljenju za hirurgiju gornjeg digestivnog sistema, Univerziteta Južne Kalifornije u Los Anđelesu, SAD, Odeljenju abdominalne i opšte hirurgije, Univerziteta Ilinois u Čikagu, SAD, Evropskom hirurškom institutu u Hamburgu, Nemačka i na Odeljenju abdominalne, vaskularne i torakalne hirurgije Vinzenz Pallotti bolnice u Kelnu, Nemačka.
Njegovo uže polje profesionalnog rada su dijagnostika, endoskopsko i hirurško lečenje benignih oboljenja gornjeg digestivnog sistema. Dr Simić je prvi u našoj zemlji i regionu uveo dijagnostičke procedure u vidu 24h pH metrije sa impedancom i kompjuterizovane manometrije. Takođe je prvi i u najvećem broju u našoj zemlji i regionu načinio sledeće endoskopske interventne terapijske procedure: endoskopsku radiofrekventnu ablaciju jednjaka u lečenju Barrett-ovog jednjaka, endoskopsko plasiranje intragastričnih balona i endoskopsku "sleeve" gastroplastiku u lečenju patološke gojaznosti, kao i endoskopsku fundoplikaciju bez incizije (TIF) u lečenju gastroezofagealne refluksne bolesti (GERB). Dr Simić je posebno angažovan u uvođenju novih procedura u minimalno invazivnoj hirurgiji benignih oboljenja jednjaka i želuca. Do sada je u zemlji i regionu sa svojim saradnicima načinio najveći broj minimalno invazivnih hirurških procedura (laparoskopskih i torakoskopskih) u lečenju gastroezofagealne refluksne bolesti (GERB-a), želudačnih kila, kao i poremećaja motiliteta jednjaka. Prvi je u zemlji i regionu zajedno sa svojim saradnicima načinio minimalno invazivnu hiruršku proceduru u lečenju ahalazije, difuznog spazma jednjaka i epifreničnih divertikuluma jednjaka.
Dr Simić je osnivač i član upravnog odbora Evropskog udruženja za gornji digestivni sistem (European Foregut Society - EFS) 2020. godine. Takođe je osnivač i član upravnog odbora Udruženja endoskopskih hirurga Srbije (UEHS) 2016. godine. 
Počasni je član Austrijskog udruženja za minimalno invazivnu hirurgiju (ASMIS), Mađarskog udruženja hirurga (MST), Brazilskog udruženja digestivnih hirurga (CBCD) i Brazilskog udruženja hirurga (CBC). 
Redovni je član Internacionalnog udruženja za bolesti jednjaka (ISDE), Svetske organizacija za specijalizovane studije za bolesti jednjaka (OESO), Američkog udruženja za hirurgiju alimentarnog trakta (SSAT), Evropskog udruženja za endoskopsku hirurgiju (EAES) i Srpskog lekarskog društva. Dr Simić je i gostujući profesor Medicinskog Univerziteta i Opšte bolnice u Beču, Austrija i Univerziteta Rio Grande do Sul, Porto Alegre, Brazil. Dugogodišnji je član uređivačkog odbora internacionalnog časopisa European Surgery. Predsedavao je i predavao po pozivu na preko pedeset stručnih sastanaka u inostranstvu. Bio je predsednik i organizator Drugog kongresa Evropskog udruženja za gornji digestivni sistem. Autor je šest udžbenika i monografija, većeg broja poglavlja u knjigama i udžbenicima, kao i preko 300 stručnih i naučnih publikacija.
Pored profesionalnog angažmana na polju hirurgije, predmet velikog interesovanja i obilnog istraživačkog rada dr Simića, predstavlja istorija medicine i hirurgije, sa posebnim osvrtom na istoriju hirurgije u Srbiji. Prvo kapitalno delo na ovu temu "Istorija hirurgije" priredio je i objavio zajedno sa svojim pokojnim ocem 2008. godine. Ova monografija je sledeće godine nagrađena Nagradom grada Beograda iz oblasti medicine . Istoriografiju početaka srpske hirurgije u delu "Hronika hirurške klinike", publikovao je 2023. godine za koju je nagradjen nagradom "Zlatno pero" Srpskog lekarskog društva.
Dr Simić je član Krunskog saveta prestolonaslednika Aleksandra Karađorđevića i Medicinskog odbora Kraljevske kuće Karađorđević. Tečno govori, čita i piše engleski, francuski i mađarski jezik.

## Nagrade i priznanja
- Godišnja Nagrada "Zlatno pero" Srpskog lekarskog društva za 2023. g., za udžbenik "Hirurgija sa anesteziologijom" i monografiju "Hronika hirurške klinike".
- Plakete Srpskog lekarskog društva za 2022. g. za postignute rezultate na ostvarivanju ciljeva i zadataka SLD.
- Dve Nagrade grada Beograda u oblasti medicine za izuzetno delo koje predstavlja doprinos razvoju medicine, za monografiju „Istorija hirurgije“ koju je napisao sa svojim ocem 2009. g. i udžbenik „Hirurgija za studente medicine” (Grupa autora: Katedra za hirurgiju sa anesteziologijom MFUB) 2012. g.
- Nagrada za najbolji stručni rad u 2010. g. Časopisa za gastrointestinalnu hirurgiju (Journal of Gastrointestinal Surgery - JOGS).
- Nagradne stipendije Međunarodnog udruženja za bolesti jednjaka (International Society for Diseases of the Esophagus - ISDE) sa sedištem u Tokiju za 2000. g.
- Najbolji magistarski rad Zadužbine Andrejević, 1999.
- Univerzitetska nagrada Beograda iz medicine, 1988.

## Izabrana bibliografija
- Hirurgija sa anesteziologijom.[5] Urednici: Simić A, Grujičić D, Spasovski D. CIBID, Medicinski fakultet Univerziteta u Beogradu, Beograd 2023. Beograd: Planeta print – XXIII, 1050 str.  978-86-7117-677-4
- Simić A, Mandić A. Hronika Hirurške klinike.[6] CIBID, Medicinski fakultet Univerziteta u Beogradu, Beograd: Birograf 2023. 217 str.  978-86-7117-729-0
- Simić A, Bonavina L, DeMeester S. (eds). Surgery for benign oesophageal disorders. Introductory Series in Medicine: Volume 3. London, UK, World Scientific, Simic, Aleksandar P.; Bonavina, Luigi; Demeester, Steven R. (2017). Surgery for Benign Oesophageal Disorders. World Scientific Publishing Company Pte Limited. ISBN 978-1-78634-411-3.
- Peško P, Simić A. Barrett-ov jednjak. Šezdeset godina kontroverze. Partenon, Beograd 2010; 204 str.  9788671575218
- Simić P, Simić A. Istorija hirurgije. Službeni glasnik, Beograd 2008; 394 str.  978-86-7549-911-4
- Simić A. Erozivni ezofagitis i duodenogastrični refluks. Zadužbina Andrejević, Beograd 2001; 111 str.  86-7244-226-1
- Simić, Aleksandar P.; Skrobić, Ognjan M.; Peško, Predrag M. (2019). „A Surgeon's Role in the Management of Early Esophageal, EGJ and Gastric Lesions”. Digestive Diseases. 37 (5): 355—363. PMID 31030193. doi:10.1159/000500120.. Epub 2019 Apr 26.  31030193.
- Rieder, Erwin; Riegler, Martin; Simić, Aleksandar P.; Skrobić, Ognjan M.; Bonavina, Luigi; Gurski, Richard; Paireder, Matthias; Castell, Donald O.; Schoppmann, Sebastian F. (2018). „Alternative therapies for GERD: A way to personalized antireflux surgery”. Annals of the New York Academy of Sciences. 1434 (1): 360—369. Bibcode:2018NYASA1434..360R. PMID 29774563. doi:10.1111/nyas.13851.
- Skrobić, Ognjan; Simić, Aleksandar; Radovanović, Nebojša; Ivanović, Nenad; Micev, Marjan; Peško, Predrag (2016). „Significance of Nissen fundoplication after endoscopic radiofrequency ablation of Barrett's esophagus”. Surgical Endoscopy. 30 (9): 3802—3807. PMID 26659238. doi:10.1007/s00464-015-4677-9.
- Simic´, A.P.; Skrobić, O.M.; Veličković, D.; Ražnatović, Z.; Šaranović, Đ.; Šljukić, V.; Jovanović, S.; Ivanović, N.; Peško, P.M. (2015). „Minimally invasive surgery for benign esophageal disorders: First 200 cases”. European Surgery. 47: 25—34. doi:10.1007/s10353-015-0296-x.
- Simić, Aleksandar P.; Skrobić, Ognjan M.; Gurski, Richard R.; Šljukić, Vladimir M.; Ivanović, Nenad R.; Peško, Predrag M. (2014). „Can Different Subsets of Ineffective Esophageal Motility Influence the Outcome of Nissen Fundoplication?”. Journal of Gastrointestinal Surgery. 18 (10): 1723—1729. PMID 25091845. doi:10.1007/s11605-014-2607-0.
- Simić, A. P.; Skrobić, O.; Radovanović, N.; Veličković, D.; Ivanović, N.; Peško, P. (2013). „Importance of ineffective esophageal motility in patients with erosive reflux disease on the long-term outcome of Nissen fundoplication”. European Surgery. 45: 15—20. doi:10.1007/s10353-012-0187-3.
- Simić, Aleksandar Petar; Radovanović, Nebojša S.; Skrobić, Ognjan M.; Ražnatović, Zoran J.; Peško, Predrag M. (2010). „Significance of Limited Hiatal Dissection in Surgery for Achalasia”. Journal of Gastrointestinal Surgery. 14 (4): 587—593. PMID 20033338. doi:10.1007/s11605-009-1135-9.